# Ликері
«Ликері» — вірш Тараса Шевченка 1860 року, написаний у Стрєльні.

## Написання та автографи
Вірш зберігся у списку І. Лазаревського в «Більшій книжці». Дата в списку: «5 августа, Стрельна» (виправлено Шевченком з «6 августа, Стрельна»). Вірш датується дослідниками за списком та його місцем у «Більшій книжці» серед творів 1860-го: 5 серпня 1860 року, та місцем написання — Стрєльна.
Автограф, з якого вірш переписано І. Лазаревським до «Більшої книжки», не відомий. Дату в списку «6 августа, Стрельна» Шевченко виправив на «5 августа, Стрельна» (можливо, експромтом накиданий напередодні текст було доопрацьовано Шевченком 6 серпня 1860 року, на що й вказувала дата, перенесена Лазаревським у список, але потім Шевченко виправив її відповідно до дати в присвяті).

## Публікація
Вперше вірш надруковано в журналі «Основа» 1862 року (№ 5, стор. 1 — 2) за «Більшою книжкою», без згадки імені Ликери — під назвою «На память 5 августа 1860 г.». З цензурних міркувань рядки 5 — 8 та 10 у першодруці вилучено, рядки 9 — 11 перероблено: «Збрешуть люде — Одурять, Не одурить Бог».
За першодруком зроблено список віршаау рукописній збірці «Кобзарь» (1865), переписаній Дмитром Демченком. У списку невідомою рукою в рукописній збірці «Сочинения Т. Г. Шевченка» (1862), джерело якого лишається не з'ясованим, вірш помилково об'єднано в один твір з віршем «Світе ясний! Світе тихий!» і переписано за повним текстом, а також відзначено купюри й переробку, припущені в першодруці. Зберігся також список у рукописному «Кобзарі», що належав Г. В. Богданенкові, а згодом В. С. Степаненкові.
До збірки творів вірш уперше введено у виданні: «Кобзарь Тараса Шевченка / Коштом Д. Е. Кожанчикова» 1867 року (СПб., стор. 650), де подано за першодруком, без назви, з присвятою: «На память 5 августа 1860 г.», з купюрами в рядках 5 — 8 та 10 і переробкою рядків 9 — 11.
Повністю вперше вірш надруковано в «Кобзарі з додатком споминок про Шевченка Костомарова і Микешина» 1876 року (Прага, стор. 242—243) за «Більшою книжкою», під назвою «Ликері» й з присвятою «на пам'ять 5 августа 1860».

## Сюжет
Вірш звернений до Ликери Полусмак, з якою поет мав намір одружитися. Історію цієї поезії розповіла зі слів матері Надія Кибальчич. В її матері Надії Забіли (Білозерської) на дачі в Стрєльні під С.-Петербургом тимчасово жила наймичка В. Карташевської Ликера. 5 серпня 1860 року Шевченко приїхав сюди за своєю нареченою, щоб поїхати з нею до міста й купити дещо їй на посаг. Н. Забіла не відпустила Ликеру, мотивуючи тим, що вони ще не одружені. Розгніваний поет тут же експромтом написав цього вірша. В ньому особиста тема органічно поєднана з суспільною. Шевченко гостро осуджує міщанські й релігійні забобони.